# Quận của tỉnh Creuse
2 quận của tỉnh Creuse gồm:
1. Quận Aubusson, (quận lỵ: Aubusson) với 12 tổng và 118 xã. Dân số của quận này là 43.078 người năm 1990, 39.993 người năm 1999, tăng trưởng dân số là 7.16%.
2. Quận Guéret, (tỉnh lỵ của tỉnh Creuse: Guéret) với 15 tổng và 142 xã. Dân số của quận này là 88.271 người năm 1990, và 84.477 người năm 1999, tăng trưởng dân số là 4.3%.